# Языковое сообщество
Языково́е соо́бщество, речево́е соо́бщество (англ. speech community) — совокупность людей, объединённых общими социальными, экономическими, политическими и культурными связями и осуществляющих контакты друг с другом и с разного рода социальными институтами при помощи одного языка или разных языков, распространённых в этой совокупности.
Всемирная декларация лингвистических прав (Барселона, 8 июня 1996) определяет языковое сообщество как «любое человеческое общество, исторически сложившееся на определённой территории (независимо от того, признано это пространство или нет), которое отождествляет себя с народом и развило общий язык как естественное средство общения и культурного сплочения между его членами. Термин „язык, свойственный территории“ относится к языку сообщества, исторически сложившемуся на этой территории».
Группы считаются имеющими свою территорию и принадлежащими к языковому сообществу также в следующих случаях:
- а) если они отделены от основной части своего сообщества политическими и административными границами;
- б) если они исторически обосновались на небольшой площади, окружённой членами другого языкового сообщества;
- в) если они обосновались на площади, которую они делят с членами других языковых сообществ со сходным историческим прошлым.

Границы распространения языков часто не совпадают с политическими границами.
В Бельгии франкоязычное, фландроязычное и немецкоязычное сообщества избирают собственные советы, причём совет фландроязычного языкового сообщества одновременно является парламентом Фландрии и избирает правительство данной провинции, а совет франкоязычного сообщества избирает правительство всего франкоязычного сообщества (не только франкоязычной провинции Валлония, но и франкофонов столичного Брюсселя).
Русскоязычные граждане Украины представляют собой крупнейшее по численности языковое сообщество Европы, чей язык не признан в их стране государственным или официальным. В процентном выражении, крупнейшим таким сообществом Европы являются русскоязычные жители Латвии.

## Основные международные документы о правах языковых сообществ
- Всемирная декларация прав человека (1948), которая в своей второй статье постановляет, что каждый имеет право на все права и свободы независимо от расы, цвета кожи, пола, языка, религии, политических или иных взглядов, национального или социального происхождения, имущественного статуса по происхождению или иного статуса;
- Резолюция 47/135 от 18 декабря 1992 года Генеральной ассамблеи Организации Объединённых Наций, которой была принята Декларация прав народов, принадлежащих к национальным, этническим, религиозным и языковым меньшинствам;
- Европейская Конвенция по защите прав и основных свобод человека от 4 ноября 1950 года (статья 14);
- Конвенция Совета Министров Совета Европы от 29 июня 1992, которой была одобрена Европейская Хартия о региональных языках и языках меньшинств;
- Декларация о национальных меньшинствах, принятая на саммите Совета Европы 9 октября 1993 года;
- Конвенция по защите национальных меньшинств (ноябрь 1994 года);
- Всемирная Декларация коллективных прав народов (Барселона, май 1990 года) в которой было объявлено, что все народы имеют право на выражение и развитие своей культуры, языка и правил сосуществования и, в связи с этим, на самостоятельное установление политических, образовательных, коммуникационных и правительственных структур в разных политических рамках[4].
- Всемирная Декларация лингвистических прав фокусирует внимание на правах языковых общин, которые исторически осели на своей территории[4].